# وريد شفري خلفي
الأوردة الشفرية الخلفية هي أوردة تقوم بتصريف الدم من الشفران في الإنثى، إلى الضفيرة الوريدية المثانية.

## وصلات خارجية
- http://anatomy.med.umich.edu/anatomytables/veins_pelvis_perineum.html